# Wasserlosen
Wasserlosen település Németországban, azon belül Bajorországban. Lakosainak száma 3374 fő (2023. december 31.). Wasserlosen Werneck, Geldersheim, Euerbach, Sulzthal, Elfershausen, Fuchsstadt, Hammelburg és Arnstein községekkel határos.

## Népesség
A település népessége az elmúlt években az alábbi módon változott:
| Lakosok száma | 3059 | 701  | 3418 | 3421 | 3375 | 3404 | 3355 | 3356 | 3377 | 3374 |
|               | 1970 | 1975 | 2011 | 2012 | 2014 | 2015 | 2017 | 2019 | 2022 | 2023 |